# 언덕 밑 세상
"언덕 밑 세상"(A Grand Day Out)은 한국에서 제작된 서유민 감독의 2004년 드라마, 가족 영화이다. 박준화 등이 주연으로 출연하였다.

## 출연

### 주연
- 박준화
- 남기성
- 전성애

## 기타
- 조명: 여철수
- 녹음: 김상선
- 믹싱: 한명환
- 애니메이션: 김정화